# Luobei
Luobei, tidigare stavat Lopeh, är ett härad som lyder under Hegangs stad på prefekturnivå i Heilongjiang-provinsen i nordöstra Kina.